# Ruine Burghalden
Die Burgruine Burghalden ist die Ruine einer Spornburg oberhalb von Liestal im Kanton Basel-Landschaft.

## Anlage
Die Anlage liegt auf dem Bergsporn Burghalden, der quer ins Tal vorstösst. 1978 wurde die Burg nach einer Flächengrabung teilkonserviert. Auf der Ostseite steht eine Wallmauer mit zwei schwach ausgeprägten Gräben. Westlich der Mauer umringt eine weitere Umfassungsmauer den 30 Meter breiten und 130 Meter langen Felssporn. Am nördlichen Ende der Burgruine steht ein Viereckturm. Das südliche Ende wurde durch den Bau eines Bunkers im Zweiten Weltkrieg zerstört.
Eine kleine Saalkirche stand auf der Südseite der Anlage. Das drei Meter breite Eingangstor lag an der Südwestseite der Kirche.

## Geschichte
Es sind mehrere Bauetappen der ganzen Burg zu vermuten. Die Kleinfunde stammen aus der Zeit zwischen 900 und 1100 n. Chr. Die Ruine gehörte vermutlich dem Grafen Chadaloh. Er ist zwischen 891 und 894 n. Chr. als Herr im Augstgau bezeugt. Seit dem 13. Jahrhundert ist der Flurname Burghalden nachgewiesen.

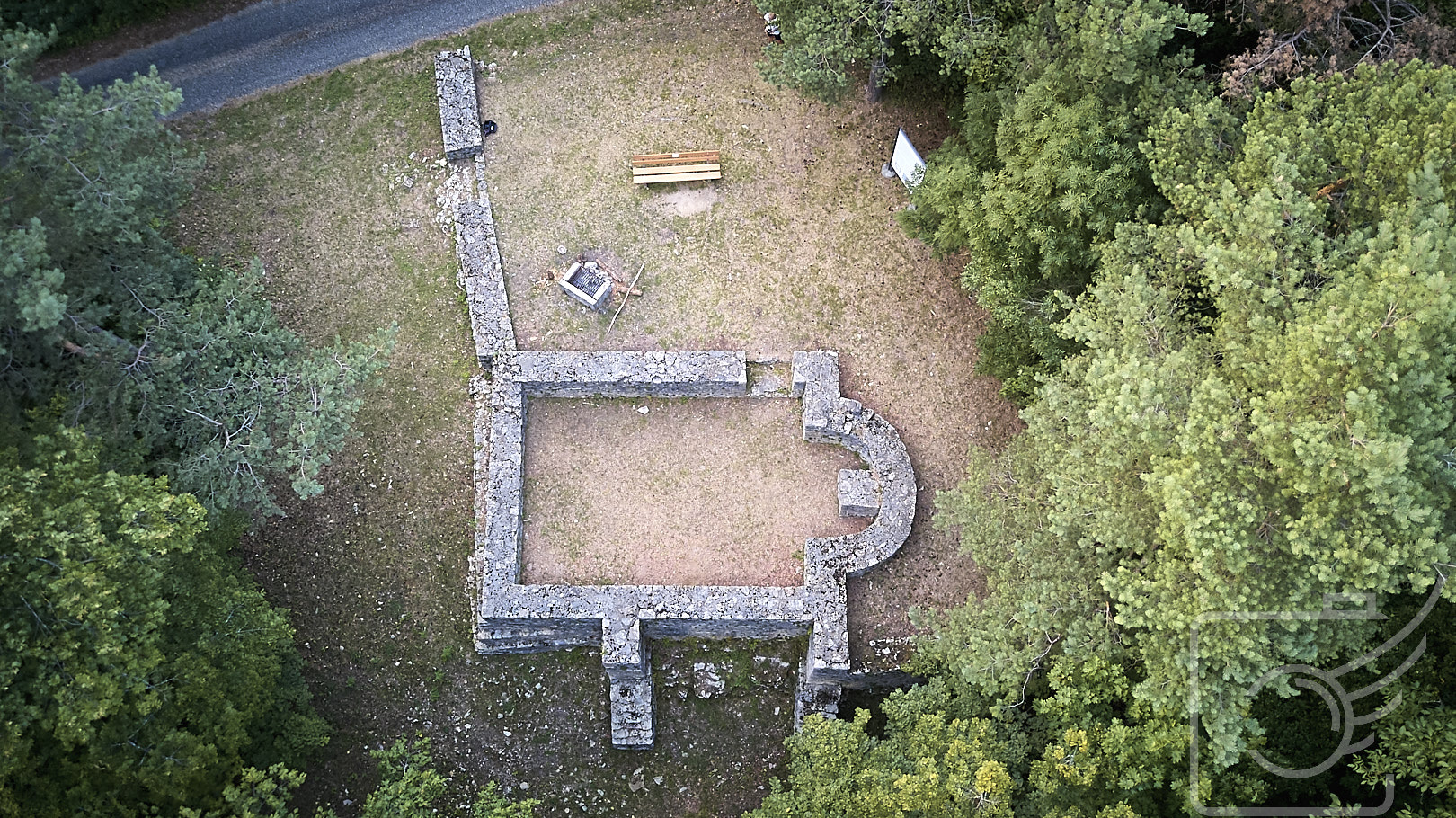
Burgruine Burghalden